# Olosjoki, Norrbotten
Olosjoki är ett 33 kilometer långt vattendrag i Norrbottens län. Det rinner upp i Pessinki fjällurskogs naturreservat i Kiruna kommun och mynnar i Lainioälven i Pajala kommun. Det har hög ekologisk status men har vissa föroreningar av kvicksilver och polybromerade difenyletrar som förts dit med luften.